# Leucanopsis nonagrioides
Leucanopsis nonagrioides là một loài bướm đêm thuộc phân họ Arctiinae, họ Erebidae.